# Kubańskie Siły Powietrzne

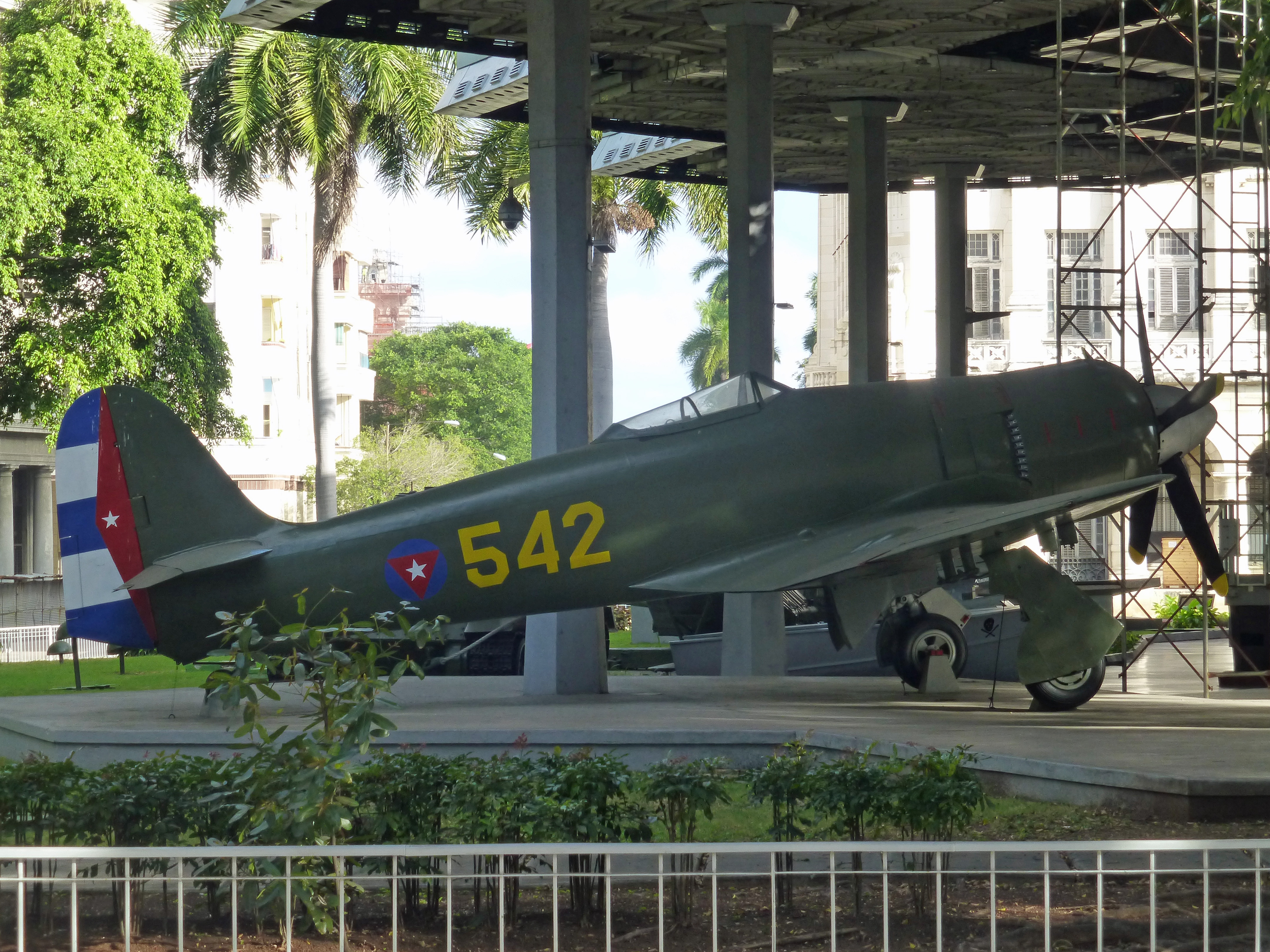
Kubański Hawker Sea Fury w Muzeum Rewolucji

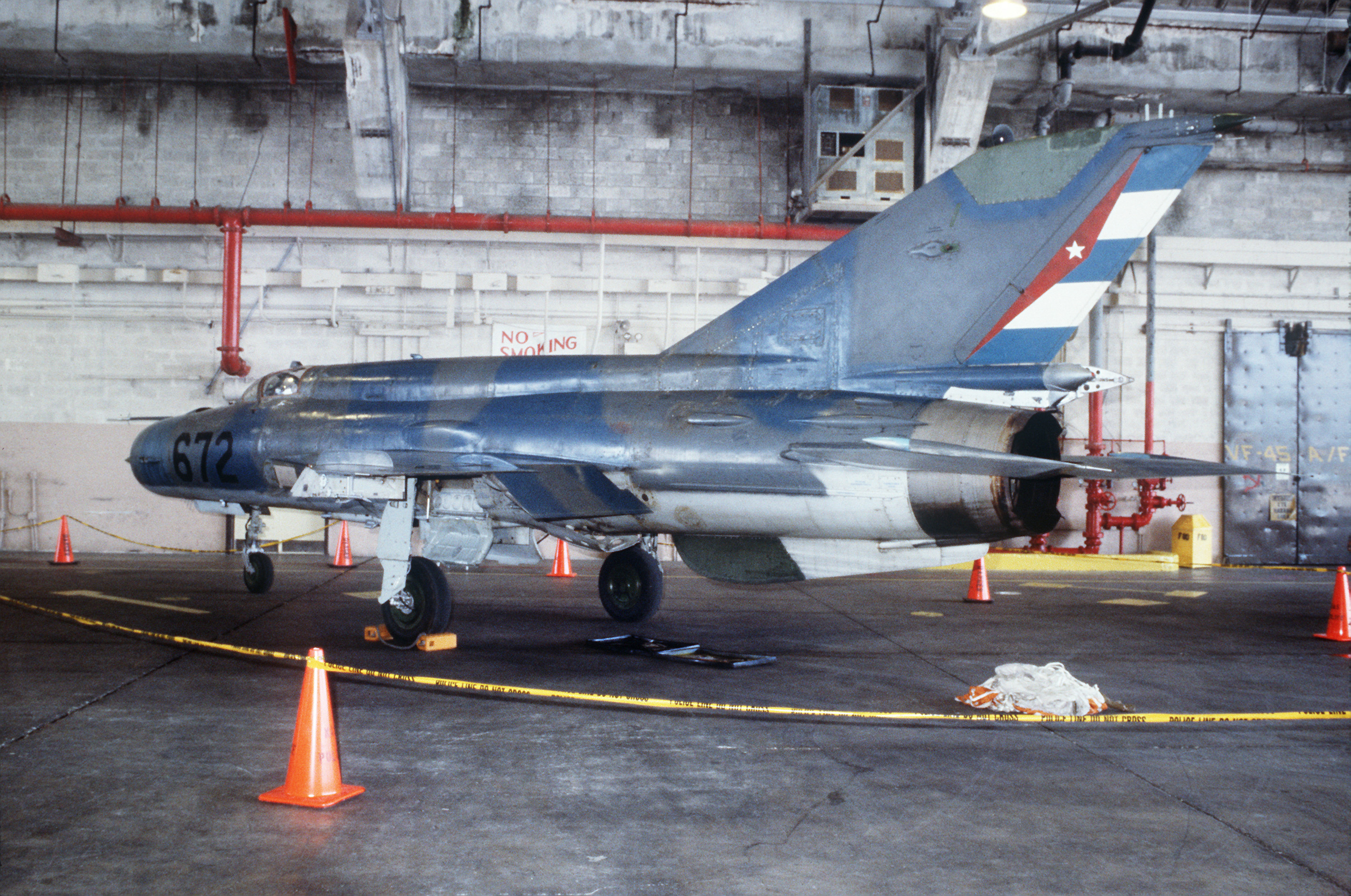
Kubański MiG-21

Siły Powietrzne Rewolucji (hiszp. Defensa Aérea Revolucionaria) – kubańskie siły powietrzne, których obecna nazwa obowiązuje od 1962 roku kiedy to władzę na wyspie objął Fidel Castro. Używany przez formację sprzęt jest pochodzenia radzieckiego i rosyjskiego.

## Historia
W 1917 roku zaczęto rekrutować pierwszych ochotników do nowo powstającej jednostki lotnictwa, przyszli piloci zostali wysłani do Stanów Zjednoczonych w celu odbycia szkolenia lotniczego. W tym samym roku Kuba zakupiła w Stanach sześć samolotów szkolno-treningowych Curtiss JN-4D, na których piloci i personel techniczny wyszkolony w USA miał szkolić kolejnych pilotów już na miejscu, na wyspie. Kolejny zakup miał miejsce w 1923 roku kiedy to na wyspę dotarły również zakupione w USA cztery samoloty obserwacyjne O2U Corsair i 6 bombowców Airco DH.4. W celu sprawnej obsługi pierwszych samolotów bojowych, personel naziemny i pilotów wysłano w celu przeszkolenia do USA. W 1924 roku kubańskie siły powietrzne liczyły 18 oficerów i 98 żołnierzy i podoficerów. W 1934 roku miała miejsce reorganizacja sił powietrznych, podzielono je na dwie formacje, Lotnictwo Wojskowe i Lotnictwo Morskie. Do końca lat 30. XX wiek uzupełniono siły powietrzne amerykańskimi samolotami Waco D-7, Bellanca Aircruiser, Howard DGA-15, Stearman A73-B1, Curtiss-Wright CW-19. W 1941 roku uruchomiona została Narodowa Akademia Lotnicza.
W latach II wojny światowej w zamian za udostępnienie swoich baz samolotom amerykańskim i brytyjskim, Kuba została objęta programem Lend-Lease, dzięki któremu pozyskała 45 nowych samolotów z USA, między innymi North American T-6 Texan, Stearman, PT-17 Kaydet i PT-13, Aeronca L-3 i Grumman G-21 Goose. W 1947 Stany Zjednoczone dostarczyły niewielką liczbę samolotów myśliwskich North American P-51 Mustang oraz transportowych Douglas C-47 Skytrain. W latach 1955–1956 dostarczono na Kubę trzy samoloty bombowe North American B-25 Mitchell, które w późniejszym czasie zostały uzupełnione przez szturmowe Douglas A-26 Invader. W 1958 zakupiono 11 egzemplarzy samolotów myśliwsko-bombowych Hawker Sea Fury Mk 11 oraz dwa szkolno-treningowe Sea Fury T Mk 20. Pierwszymi samolotami odrzutowymi były samoloty Lockheed T-33 Shooting Star, a pierwszym śmigłowcem Westland Whirlwind. W 1955 roku po reorganizacji powstały Kubańskie Wojskowe Siły Powietrzne.

### Okres porewolucyjny
W przededniu wybuchu rewolucji, siły lotnicze liczyły 2000 osób. 1 stycznia 1959 roku do Hawany wkroczył Fidel Castro na czele partyzantów. Po zwycięstwie, Kubańskie Wojskowe Siły Powietrzne zostały przemianowane na Siły Powietrzne Rewolucji. Czystki i chaos rewolucyjny spowodowały jednak obniżenie sprawności lotnictwa, w którym zostało 43, a w pewnym momencie w 1960 roku sześciu pilotów. Mimo to, kilka sprawnych samolotów zostało użytych w kwietniu 1961 roku do odpierania inwazji w Zatoce Świń, a kubański Sea Fury zniszczył jeden z użytych statków. Od połowy 1961 roku nastąpiła szybka wymiana dotychczas używanego sprzętu na odrzutowe MiG-15, a następnie dalsze konstrukcje radzieckiego przemysłu lotniczego. W połowie lat 60. XX wieku Kuba dysponowała już:
- 50 MiG-15
- 50 MiG-17
- ok. 30 MiG-19
- ok. 40 MiG-21

Powszechnie stosowaną praktyką przez Związek Radziecki było zmuszanie Kuby do zakupu obok preferowanych nowoczesnych samolotów również starszych i wyeksploatowanych, konsekwencją tych metod była obecność w 1976 roku obok nowoczesnych MiGów-21 również 75 starszych MiGów-17. Zwyczajem był również przymus kupowania jednego samolotu szkolnej wersji na 5–6 sztuk samolotu w wersji bojowej. Pod koniec lat 70. na uzbrojenie trafiły MiGi-23, a na początku 1990 roku MiGi-29. Dużą część personelu technicznego obsługującego MiGi stanowili doradcy radzieccy. Obecnie rewolucyjne siły powietrzne dysponują następującymi sprawnymi samolotami i śmigłowcami:
- MiG-21MF, 4 samoloty
- MiG-21UM, 4 samoloty
- MiG-23MF/MS, 6 samolotów
- MiG-23ML, 10 samolotów
- MiG-23UB, 2 samoloty
- MiG-29B, 2 samoloty
- MiG-29UB, 1 samolot
- Mi-8T, 4 śmigłowce
- Mi-8TKV, 2 śmigłowce
- Mi-17, 8 śmigłowców
- Mi-24D, 4 śmigłowce
- An-24, 4 samoloty
- An-26, 3 samoloty
- Jak-40, 3 samoloty
- Ił-62, 1 samolot
- Ił-96, 2 samoloty
- Aero L-39 Albatros, 7 samolotów
- Zlín Z 26, 20 samolotów